# Abalistes filamentosus
Abalistes filamentosus es una especie de pez ballesta del género Abalistes, familia Balistidae. Fue descrita científicamente por Matsuura & Yoshino en 2004.
Se distribuye por el Indo-Pacífico Occidental: islas Ryūkyū hasta la plataforma noroccidental de Australia y el mar de Timor. La longitud estándar (SL) es de 35 centímetros con un peso máximo de 1,4 kilogramos. Puede alcanzar los 180 metros de profundidad.
Está clasificada como una especie marina inofensiva para el ser humano.